# BET Award for Viewer’s Choice
Der BET Award for Viewer′s Choice wird jährlich im Rahmen der BET Awards von Black Entertainment Television vergeben. Der Award wird per Voting von den Fans bestimmt. Am häufigsten gewann Lil Wayne, der sich den Award vier Mal sichern konnte. Am häufigsten nominiert war Drake (insgesamt 19 mal).

## Gewinner und Nominierte
Die Sieger sind hervorgehoben und in Fettschrift.

### 2000er
| Jahr                                                      | Interpret                           | Song  | Ref |
| --------------------------------------------------------- | ----------------------------------- | ----- | --- |
| 2001                                                      |                                     |       |     |
| Bow Wow                                                   | Bow Wow (That's My Name)            | [ 1 ] |     |
| Destiny’s Child                                           | Independent Women Part I            | [ 1 ] |     |
| Jay-Z                                                     | I Just Wanna Love U (Give It 2 Me)  | [ 1 ] |     |
| R. Kelly                                                  | I Wish                              | [ 1 ] |     |
| 2002                                                      |                                     | [ 1 ] |     |
| B2K                                                       | Uh Huh                              | [ 2 ] |     |
| Aaliyah                                                   | Rock the Boat                       | [ 2 ] |     |
| Bow Wow                                                   | Take Ya Home                        | [ 2 ] |     |
| Ja Rule (featuring Ashanti)                               | Always on Time                      | [ 2 ] |     |
| Alicia Keys                                               | Fallin’                             | [ 2 ] |     |
| 2003                                                      |                                     | [ 2 ] |     |
| B2K (featuring P. Diddy)                                  | Bump, Bump, Bump                    | [ 3 ] |     |
| 50 Cent                                                   | In da Club                          | [ 3 ] |     |
| Erykah Badu (featuring Common)                            | Love of My Life (An Ode to Hip-Hop) | [ 3 ] |     |
| Missy Elliott                                             | Work It                             | [ 3 ] |     |
| R. Kelly                                                  | Ignition (Remix)                    | [ 3 ] |     |
| 2004                                                      |                                     | [ 3 ] |     |
| Usher (featuring Lil' Jon and Ludacris)                   | Yeah!                               | [ 4 ] |     |
| Beyoncé (featuring Jay-Z)                                 | Crazy in Love                       | [ 4 ] |     |
| Lil Jon and the Eastside Boyz (featuring Ying Yang Twins) | Get Low                             | [ 4 ] |     |
| Outkast                                                   | Hey Ya!                             | [ 4 ] |     |
| Kanye West (featuring Syleena Johnson)                    | All Falls Down                      | [ 4 ] |     |
| 2005                                                      |                                     | [ 4 ] |     |
| Omarion                                                   | O                                   | [ 5 ] |     |
| Ciara (featuring Missy Elliott)                           | 1, 2 Step                           | [ 5 ] |     |
| Destiny’s Child (featuring Lil Wayne and T.I.)            | Soldier                             | [ 5 ] |     |
| Mario                                                     | Let Me Love You                     | [ 5 ] |     |
| Terror Squad                                              | Lean Back                           | [ 5 ] |     |
| T.I.                                                      | U Don't Know Me                     | [ 5 ] |     |
| 2006                                                      |                                     | [ 5 ] |     |
| Chris Brown                                               | Yo (Excuse Me Miss)                 | [ 6 ] |     |
| Mariah Carey                                              | Don't Forget About Us               | [ 6 ] |     |
| Keyshia Cole                                              | Love                                | [ 6 ] |     |
| Ne-Yo                                                     | So Sick                             | [ 6 ] |     |
| Busta Rhymes                                              | Touch It                            | [ 6 ] |     |
| T.I.                                                      | What You Know                       | [ 6 ] |     |
| 2007                                                      |                                     | [ 6 ] |     |
| Birdman and Lil Wayne                                     | Stuntin' Like My Daddy              | [ 7 ] |     |
| Beyoncé                                                   | Irreplaceable                       | [ 7 ] |     |
| Bow Wow (featuring Chris Brown and Johntá Austin)         | Shortie Like Mine                   | [ 7 ] |     |
| Ciara                                                     | Promise                             | [ 7 ] |     |
| DJ UNK                                                    | Walk It Out                         | [ 7 ] |     |
| Ne-Yo                                                     | Because of You                      | [ 7 ] |     |
| Robin Thicke                                              | Lost Without U                      | [ 7 ] |     |
| 2008                                                      |                                     | [ 7 ] |     |
| Lil Wayne (featuring Static Major)                        | Lollipop                            | [ 8 ] |     |
| Chris Brown (featuring T-Pain)                            | Kiss Kiss                           | [ 8 ] |     |
| Keyshia Cole (featuring Missy Elliott and Lil’ Kim)       | Let It Go                           | [ 8 ] |     |
| Alicia Keys                                               | No One                              | [ 8 ] |     |
| Soulja Boy                                                | Crank That (Soulja Boy)             | [ 8 ] |     |
| Jordin Sparks and Chris Brown                             | No Air                              | [ 8 ] |     |
| 2009                                                      |                                     | [ 8 ] |     |
| T.I. (featuring Rihanna)                                  | Live Your Life                      | [ 9 ] |     |
| Beyoncé                                                   | Single Ladies (Put a Ring on It)    | [ 9 ] |     |
| Keri Hilson (featuring Lil Wayne)                         | Turnin' Me On                       | [ 9 ] |     |
| Lil Wayne                                                 | A Milli                             | [ 9 ] |     |
| Soulja Boy (featuring Sammie)                             | Kiss Me Thru the Phone              | [ 9 ] |     |
| T-Pain (featuring Lil Wayne)                              | Can't Believe It                    | [ 9 ] |     |
| Kanye West                                                | Love Lockdown                       | [ 9 ] |     |

### 2010er
| Jahr                                                     | Interpret               | Song   | Ref |
| -------------------------------------------------------- | ----------------------- | ------ | --- |
| 2010                                                     |                         |        |     |
| Rihanna (featuring Young Jeezy)                          | Hard                    |        |     |
| Beyoncé                                                  | Sweet Dreams            |        |     |
| Jay-Z (featuring Alicia Keys)                            | Empire State of Mind    |        |     |
| Monica                                                   | Everything to Me        |        |     |
| Trey Songz (featuring Fabolous)                          | Say Ahh                 |        |     |
| Young Money (featuring Lloyd)                            | BedRock                 |        |     |
| 2011                                                     |                         |        |     |
| Chris Brown (featuring Busta Rhymes and Lil Wayne)       | Look at Me Now          | [ 10 ] |     |
| Lil Wayne (featuring Cory Gunz)                          | 6 Foot 7 Foot           | [ 10 ] |     |
| Nicki Minaj (featuring Drake)                            | Moment 4 Life           | [ 10 ] |     |
| Mindless Behavior                                        | My Girl                 | [ 10 ] |     |
| Rihanna (featuring Drake)                                | What's My Name?         | [ 10 ] |     |
| Trey Songz (featuring Nicki Minaj)                       | Bottoms Up              | [ 10 ] |     |
| 2012                                                     |                         | [ 10 ] |     |
| Mindless Behavior                                        | Hello                   | [ 11 ] |     |
| Beyoncé                                                  | Love on Top             | [ 11 ] |     |
| Chris Brown                                              | Turn Up the Music       | [ 11 ] |     |
| Drake (featuring Lil Wayne and Tyga)                     | The Motto               | [ 11 ] |     |
| Jay-Z and Kanye West (featuring Otis Redding)            | Otis                    | [ 11 ] |     |
| Wale (featuring Miguel)                                  | Lotus Flower Bomb       | [ 11 ] |     |
| 2013                                                     |                         | [ 11 ] |     |
| Drake                                                    | Started from the Bottom |        |     |
| ASAP Rocky (featuring Drake, 2 Chainz, & Kendrick Lamar) | Fuckin’ Problems        |        |     |
| Kendrick Lamar                                           | Swimming Pools (Drank)  |        |     |
| Miguel                                                   | Adorn                   |        |     |
| Rihanna                                                  | Diamonds                |        |     |
| Justin Timberlake (featuring Jay-Z)                      | Suit & Tie              |        |     |
| 2014                                                     |                         |        |     |
| August Alsina (featuring Trinidad James)                 | I Luv This Shit         | [ 12 ] |     |
| Jhené Aiko                                               | The Worst               | [ 12 ] |     |
| Beyoncé (featuring Jay-Z)                                | Drunk in Love           | [ 12 ] |     |
| Drake                                                    | Worst Behavior          | [ 12 ] |     |
| Pharrell Williams                                        | Happy                   | [ 12 ] |     |
| 2015                                                     |                         | [ 12 ] |     |
| Nicki Minaj (featuring Drake, Lil Wayne and Chris Brown) | Only                    | [ 13 ] |     |
| Beyoncé                                                  | 7/11                    | [ 13 ] |     |
| Dej Loaf                                                 | Try Me                  | [ 13 ] |     |
| Kendrick Lamar                                           | i                       | [ 13 ] |     |
| Rae Sremmurd (featuring Nicki Minaj and Young Thug)      | Throw Sum Mo            | [ 13 ] |     |
| The Weeknd                                               | Earned It               | [ 13 ] |     |
| 2016                                                     |                         | [ 13 ] |     |
| Beyoncé                                                  | Formation               | [ 14 ] |     |
| Chris Brown                                              | Back to Sleep           | [ 14 ] |     |
| Drake                                                    | Hotline Bling           | [ 14 ] |     |
| Future (featuring Drake)                                 | Where Ya At             | [ 14 ] |     |
| Rihanna (feat. Drake)                                    | Work                    | [ 14 ] |     |
| Bryson Tiller                                            | Don't                   | [ 14 ] |     |
| 2017                                                     |                         | [ 14 ] |     |
| Beyoncé                                                  | Sorry                   | [ 15 ] |     |
| Drake                                                    | Fake Love               | [ 15 ] |     |
| Bruno Mars                                               | 24K Magic               | [ 15 ] |     |
| Migos (featuring Lil Uzi Vert)                           | Bad and Boujee          | [ 15 ] |     |
| Rae Sremmurd (featuring Gucci Mane)                      | Black Beatles           | [ 15 ] |     |
| The Weeknd (featuring Daft Punk)                         | Starboy                 | [ 15 ] |     |
| 2018                                                     |                         | [ 15 ] |     |
| Cardi B                                                  | Bodak Yellow            | [ 16 ] |     |
| DJ Khaled (featuring Rihanna & Bryson Tiller)            | Wild Thoughts           | [ 16 ] |     |
| Migos, Nicki Minaj and Cardi B                           | MotorSport              | [ 16 ] |     |
| Kendrick Lamar                                           | HUMBLE.                 | [ 16 ] |     |
| Drake                                                    | God's Plan              | [ 16 ] |     |
| SZA (featuring Travis Scott)                             | Love Galore             | [ 16 ] |     |
| 2019                                                     |                         | [ 16 ] |     |
| Ella Mai                                                 | Trip                    | [ 17 ] |     |
| Cardi B, Bad Bunny and J Balvin                          | I Like It               | [ 17 ] |     |
| Childish Gambino                                         | This is America         | [ 17 ] |     |
| J. Cole                                                  | Middle Child            | [ 17 ] |     |
| Drake                                                    | In My Feelings          | [ 17 ] |     |
| Travis Scott (featuring Drake)                           | Sicko Mode              | [ 17 ] |     |

### 2020er
| Jahr                                                          | Interpret           | Song   | Ref |
| ------------------------------------------------------------- | ------------------- | ------ | --- |
| 2020                                                          |                     |        |     |
| Megan Thee Stallion (featuring Nicki Minaj and Ty Dolla $ign) | Hot Girl Summer     |        |     |
| Chris Brown (featuring Drake)                                 | No Guidance         |        |     |
| DaBaby                                                        | Bop                 |        |     |
| Future (featuring Drake)                                      | Life is Good        |        |     |
| Roddy Ricch                                                   | The Box             |        |     |
| The Weeknd                                                    | Heartless           |        |     |
| 2021                                                          |                     |        |     |
| Megan Thee Stallion (featuring Beyoncé)                       | Savage (Remix)      | [ 18 ] |     |
| Cardi B (featuring Megan Thee Stallion)                       | WAP                 | [ 18 ] |     |
| Chris Brown and Young Thug                                    | Go Crazy            | [ 18 ] |     |
| DaBaby (featuring Roddy Ricch)                                | Rockstar            | [ 18 ] |     |
| DJ Khaled (featuring Drake)                                   | Popstar             | [ 18 ] |     |
| Drake (featuring Lil Durk)                                    | Laugh Now Cry Later | [ 18 ] |     |
| Lil Baby                                                      | The Bigger Picture  | [ 18 ] |     |
| Silk Sonic                                                    | Leave the Door Open | [ 18 ] |     |

## Multiple Siege and Nominierungen

### Siege
4 Siege
- Lil Wayne

3 Siege
- Beyoncé
- Chris Brown

2 Siege
- B2K
- Drake
- Megan Thee Stallion
- Nicki Minaj
- Rihanna

### Nominierungen
18 Nominierungen
- Drake

10 Nominierungen
- Beyoncé
- Chris Brown
- Lil Wayne

6 Nominierungen
- Jay-Z
- Nicki Minaj

5 Nominierungen
- Rihanna

4 Nominierungen
- Cardi B
- T.I.

3 Nominierungen
- Bow Wow
- Kendrick Lamar
- Missy Elliott
- Alicia Keys
- Megan Thee Stallion
- Kanye West
- The Weeknd

2 Nominierungen
- B2K
- Ciara
- Keyshia Cole
- DaBaby
- Destiny’s Child
- Future
- DJ Khaled
- Lil Jon
- Miguel
- Mindless Behavior
- Ne-Yo
- R. Kelly
- Rae Sremmurd
- Busta Rhymes
- Roddy Ricch
- Trey Songz
- Soulja Boy
- T-Pain
- Young Thug